# Mesa del Niño
Mesa del Niño är en ort i Mexiko.   Den ligger i kommunen Cadereyta de Montes och delstaten Querétaro Arteaga, i den centrala delen av landet, 170 km norr om huvudstaden Mexico City. Mesa del Niño ligger 2 583 meter över havet och antalet invånare är 124.
Terrängen runt Mesa del Niño är huvudsakligen kuperad, men norrut är den bergig. Runt Mesa del Niño är det ganska glesbefolkat, med 38 invånare per kvadratkilometer. Närmaste större samhälle är Santa Ana, 3,2 km öster om Mesa del Niño. I omgivningarna runt Mesa del Niño växer i huvudsak blandskog.